# Дойинши
Дойинши́ (каз. Дойыншы) — село у складі Каратальського району Жетисуської області Казахстану. Входить до складу Байшегірського сільського округу.
У радянські часи село називалось Доїнчи.
Населення — 253 особи (2021; 273 у 2009, 332 у 1999, 278 у 1989).